# Gairatganj
Gairatganj là một thị trấn thống kê (census town) của quận Raisen thuộc bang Madhya Pradesh, Ấn Độ.

## Nhân khẩu
Theo điều tra dân số năm 2001 của Ấn Độ, Gairatganj có dân số 8095 người. Phái nam chiếm 53% tổng số dân và phái nữ chiếm 47%. Gairatganj có tỷ lệ 71% biết đọc biết viết, cao hơn tỷ lệ trung bình toàn quốc là 59,5%: tỷ lệ cho phái nam là 76%, và tỷ lệ cho phái nữ là 65%. Tại Gairatganj, 17% dân số nhỏ hơn 6 tuổi.